# Vanity Lewerissa
Vanity Tonja Caroll Lewerissa est une joueuse de football néerlandaise née le 1er avril 1991.

## Biographie
Elle débute dans le club amateur WVV '28 aux Pays-Bas et joue ensuite au VVV Venlo. En 2011, elle part en Belgique au Standard de Liège. En 2015, elle retourne aux Pays-Bas au  PSV Vrouwen et en 2018, elle passe à l'Ajax.
Elle est également internationale néerlandaise de 2015 à 2018. Elle est sélectionnée pour la phase finale de la Coupe du monde 2015 mais ne dispute aucune rencontre. Deux ans plus tard, elle remporte l'Euro 2017. En 2018, la joueuse met fin à sa carrière internationale.
Le 16 avril 2021, Vanity Lewerissa annonce l'arrêt de sa carrière à l'issue de la saison 2020-2021.
En juillet 2021, elle revient sur sa décision pour s'engager avec son ancien club belge, le Standard de Liège. Vanity Lewerissa est cependant contrainte d'interrompre sa carrière en raison du traitement d'un cancer du sein. Elle annonce sa guérison en juillet 2022.

## Palmarès

### En équipe nationale
- Championne d'Europe en 2017 avec les Pays-Bas

### En club
- Standard de Liège
  - BeNe SuperCup (2): 2011, 2012
  - Championnat de Belgique (4) : 2012, 2013,  2014, 2015
  - Championnat de Belgique et des Pays-Bas (1) : 2015
  - Coupe de Belgique (2) : 2012, 2014
  - Super Coupe de Belgique (1): 2011

- AFC Ajax
  - Coupe des Pays-Bas (1) : 2019

### Bilan
- 11 titres

## Statistiques

### Ligue des Champions
- 2011-2012: 2 matchs
- 2012-2013: 2 matchs
- 2013-2014: 2 matchs, 1 but
- 2014-2015 : 3 matchs, 2 buts

## Distinction individuelle
- Meilleure buteuse Belgique 2011-2012 : 36 buts